# Distrito de Soná
El distrito de Soná es una de las divisiones que conforma la provincia de Veraguas, situado en la República de Panamá.

## Toponimia
Existe una historia que dice que Soná era el nombre de un valiente cacique que vivía a orillas del río Tabarabá (actualmente San Pablo). Otra teoría sostiene que provenga de la lengua indígena, en que sonare significa «murmullo de las aguas», por los numerosos cauces que rodean la región.

## Historia
La historia de Soná se remonta a la colonización española, con la fundación en 1571 de un poblado al sur del distrito, bautizado con el nombre de Filipinas.
Desde 1775 se menciona Soná como lugar de catequización de los Padres reductores que se hallaban en la cercana población de Las Palmas.
Desde 1815 formó parte del distrito de La Mesa. En 1828 Manuel Higinio Arosemena llegó a «lo que llamaban pueblo de Soná o de San Isidro que es el patrón». 
Fue constituida como distrito en 1855. Su primer alcalde, oriundo de la Mesa, fue Antonio Escudero. Casimiro del Bal, José Mariano Calviño y Manuel José Ortiz son considerados, pese a la carencia de pruebas factuales, como fundadores de Soná.
Desde bien principio la actividad económica principal fue la explotación agropecuaria, llegando a ganarse el sobrenombre de «El granero de Panamá».

## División político-administrativa
Está conformado por doce corregimientos:
- Soná
- Bahía Honda
- Calidonia
- Cativé
- El Marañón
- Guarumal
- La Soledad
- Quebrada de Oro
- Río Grande
- Rodeo Viejo
- Hicaco
- La Trinchera

El Distrito de Soná, está conformado por doce corregimientos. Los Corregimientos son las unidades básicas de la división política administrativa del país. En cada uno de ellos se escoge, mediante votación popular directa, un representante de corregimiento, que a su vez es miembro del Concejo.

## Geografía
Está rodeado de numerosos ríos. Al sur en el litoral Pacífico está dotado de playas.
La Playa Santa Catalina en el sur

## Economía
La producción agropecuaria es su principal actividad económica (leche, carnes, arroz, caña de azúcar). También el turismo en la costa.

## Demografía
Un treinta por ciento de su población viven en área urbana y el otro es rural.